# Gus – Der klitzekleine Ritter
Gus – Der klitzekleine Ritter (Originaltitel: Gus, le chevalier minus) ist eine französische CGI-Animationsserie.

## Handlung
Der kleine Königssohn Gus träumt davon, der größte Ritter im ganzen Königreich Karamell zu werden. Mit seinem elektrischen Pony und einem Laserschwert in der Hand bestreitet der junge Prinz seine Abenteuer. Damit beweist er, dass man geleitet von Mut jedes Hindernis überwinden und auch ein kleiner Ritter Großes bewirken kann.

## Produktion
Gus – Der klitzekleine Ritter ist eine Koproduktion von PGS Entertainment und TF1, in Zusammenarbeit mit den Technicolor Animation Productions. Die Handlung basiert auf einer Geschichte von Dankerleroux und Françoise de Guibert für den französischen Verlag Editions Gulf Stream. Für das Projekt waren zunächst 52 Episoden mit einer Spieldauer von je 11 Minuten angesetzt. Unter den Produzenten Philippe Soutter, Boris Hertzog und Sandrine Nguyen wurde die Zahl jedoch auf insgesamt 78 Episoden erweitert.
Das Titellied zur Serie stammt von der Komponistin July Tourret.

## Synchronisation
Die deutsche Synchronfassung der Serie entstand bei der Iyuno-SDI Group Germany GmbH in Berlin, unter der Dialogregie und nach einem Buch von Mario von Jascheroff.
| Rolle            | Deutscher Sprecher                                     |
| ---------------- | ------------------------------------------------------ |
| Gus              | Etienne Märtens                                        |
| Arthur           | Francis Fanselow                                       |
| Diane            | Cathlen Gawlich                                        |
| Iris             | Yamuna Kemmerling                                      |
| Rosie            | Josephine von Jascheroff                               |
| Troy Trollington | Mario von Jascheroff                                   |
| Tyler            | Thoralf Theusner (Staffel 1) Toni Wegewitz (Staffel 2) |

## Kritik
Der Elternratgeber Flimmo empfiehlt die Serie für Kinder ab 3 Jahren. Laut Kritik beweist der kleine Ritter mit seinen Abenteuern, dass es nicht auf die Körpergröße ankommt. Im Fokus steht dabei, sich selbst zu akzeptieren und auf die eigenen Stärken zu besinnen. Auch der kindliche Humor sei durch viele witzige Verwicklungen getroffen.